# کوه‌های روبی
کوه‌های روبی (به انگلیسی: Ruby Mountains) یک رشته‌کوه در ایالات متحده آمریکا است که در نوادا واقع شده‌است. کوه‌های روبی ۳٬۴۷۰٫۸ متر بالاتر از سطح دریا واقع شده‌است.